# 프란체스코 로카
프란체스코 로카(이탈리아어: Francesco Rocca franˈtʃesko ˈrɔkka[*], 1954년 8월 2일, 라치오 주 산 비토 로마노 ~)는 이탈리아의 전 프로 축구 선수이자 감독으로, 현역 시절 수비수로 활약했다. 그는 현역 시절 전부를 로마에서 보냈는데, 그동안 코파 이탈리아를 2번 우승했다. 그는 2008년부터 2011년까지 이탈리아 U-20 국가대표팀 감독을 역임했다. 그는 이탈리아 올림픽 국가대표팀을 이끌고 1988년 하계 올림픽 4위 성적을 내기도 했다.

## 클럽 경력
로마에서 40km 떨어진 산 비토 로마노 출신인 로카는 1972년부터 1981년까지 로마에서만 현역 선수로 활동했다. 로카는 로마 소속으로 163번의 경기에 출전했는데, 이 중 141경기는 세리에 A 경기였고, 22번의 코파 이탈리아 경기로, 후자의 대회에서 1980년과 1981년에 2회 연속으로 우승했지만, 소속 구단에서 득점을 기록한 적은 없다.

## 국가대표팀 경력
로카는 1974년부터 1976년까지 이탈리아 국가대표팀 경기에 18번 출전했고, 미국과의 경기에서 이탈리아 국가대표팀의 득점을 기록했다.
그러나, 로카는 26세에 중상을 당해 축구화를 벗었다.

## 감독 경력
감독이 된 로카는 1988년 하계 올림픽에서 이탈리아를 이끌고 4위의 성적을 냈다. 그는 U-19 국가대표팀을 이끌고 2008년 U-19 선수권 대회 준우승을 달성했다. 대회 후, 그는 U-20 국가대표팀 감독이 되어 이탈리아 선수단을 이끌고 2009년 U-20 월드컵에 참가했다.
그는 로마에 다른 10명의 선수와 함께 헌액되었다.

## 경기 방식
로카는 주력, 근면함, 활력, 그리고 인내력을 선보인 좌측 수비수였기에 "가와사키"(일본의 오토바이 제조사)라는 별칭이 붙었다. 그는 공 배급도 정확히 잘 했다.

## 수상

### 클럽
로마
- 코파 이탈리아: 1979–80, 1980–81

### 개인
- 로마 명예의 전당: 2012[5]